# I’m Just a Kid
I’m Just a Kid ist ein Pop-Punk-Song von der kanadischen Band Simple Plan. Der Song erschien am 19. Februar 2002 und ist Teil des Albums No Pads, No Helmets … Just Balls. Thematisch dreht sich der Song um junge Menschen in der Selbstfindungsphase, die das Leben als unfair empfinden, sich fragen was mit ihnen los ist und daran leiden, aber eigentlich ja auch nur Kind sind.

## Musikvideo
Das Musikvideo zeigt einen durchschnittlichen und etwas peinlichen Jungen (verkörpert von DJ Qualls), der versucht, ein beliebtes Mädchen (gespielt von Eliza Dushku) zu beeindrucken. Um ihr zu zeigen, wie mutig und stark er ist, will er gefährliche und risikoreiche Aktionen starten. Daran wird er allerdings immer vorher von anderen beliebteren und cooleren Jungs gehindert, die aber selbst daran scheitern, sich verletzten und ihn ein kleines bisschen Schadenfreude spüren lassen. Am Ende kommt er mit dem Mädchen zusammen, ohne eine dieser Herausforderungen bewältigt zu haben, während die anderen Jungen alle schwer verletzt wurden.
Neben dieser Hauptgeschichte werden auch ein anderer Jugendlicher gezeigt, der gemobbt wird, sowie Jugendliche, die zu der Musik der Bandmitglieder tanzen.
Das Video wurde mit Darstellern von The New Guy (wie zum Beispiel Tony Hawk) gedreht und als Extra auf der DVD veröffentlicht. Die Aufnahmen entstanden an der Long Beach Polytechnic High School in Long Beach in Kalifornien. Auf YouTube wurde das Video mehr als 25 Millionen Mal aufgerufen.

## Trackliste
1. I’m Just a Kid (Single Version)
2. One By One
3. Grow Up